# Fehlgeburt

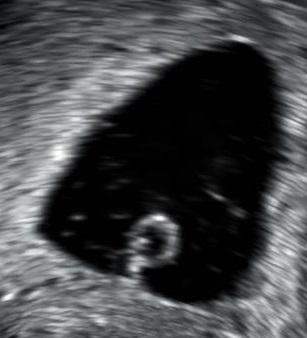
Ein Ultraschalluntersuchung zeigt einen Gestationssack, der einen Dottersack enthält, aber keinen Embryo.

Eine Fehlgeburt, auch (spontaner) Abort (lateinisch abortus, von aboriri „vergehen, untergehen, abgehen“) oder Abgang, veraltet auch Missfall und in der Tiermedizin Verwerfen genannt, ist beim Menschen eine vorzeitige Beendigung der Schwangerschaft durch Ausstoßung oder Absterben einer unter 500 Gramm wiegenden Frucht.

## Begriffsabgrenzung
Fehlgeburten werden in Frühabort und Spätabort unterteilt. Die Abgrenzung ist nicht einheitlich, häufig wird die 12. Schwangerschaftswoche (SSW) als Trennzeit genommen. Ab einem Gewicht des Fötus von 500 g spricht man von einer Totgeburt. Dieses Gewicht ist ab der 22. SSW zu erwarten. Fehlgeburten unterliegen anders als die Totgeburt in Deutschland nicht der standesamtlichen Meldepflicht. Fehlgeburten, auch zeitlich zurückliegende, werden in Deutschland seit Mai 2013 und in Österreich seit 2017 bei Vorlage entsprechender Nachweise auf Antrag standesamtlich bescheinigt. Eine Meldepflicht besteht weiterhin nicht. Es kann auf Wunsch eines Elternteils eine Bestattung durchgeführt werden, ggf. auch in Gemeinschaftsgräbern zusammen mit anderen Fehlgeburten.
In der Schweiz sind Fehlgeburten (vor der 22. SSW, unter 500 g) ebenfalls nicht standesamtlich meldepflichtig. Es besteht seit 2019 die Möglichkeit der Beurkundung auf Wunsch der Eltern. Bei dieser wird die Fehlgeburt durch das Zivilstandesamt bestätigt, ggf. auch mit Vor- und Nachnamen des Kindes. Eine Eintragung ins Personenstandsregister ist nicht möglich.
Fehlgeburten aus natürlicher Ursache werden auch Spontanaborte genannt, dagegen sind artifizielle Aborte Schwangerschaftsabbrüche. Zur Erfassung und Differenzierung der Zahl von Schwangerschaften und Geburten siehe unter Parität.
Im deutschsprachigen Raum hat sich der Begriff Sternenkind als Bezeichnung von fehl- und totgeborenen Kindern etabliert.

## Epidemiologie
Die Häufigkeit kann lediglich geschätzt werden, da Fehlgeburten in den ersten Schwangerschaftswochen oft subklinisch verlaufen, mithin als Unregelmäßigkeit des Menstruationszyklus fehlinterpretiert werden. Es wird angenommen, dass in der Gruppe der 20- bis 29-jährigen Frauen etwa die Hälfte der befruchteten Eizellen spontan zugrunde geht. Klinisch werden aus den genannten Gründen davon jedoch nur etwa 15 % bis 20 % als Fehlgeburten erkannt, etwa 30 % der Frauen sind in ihrem Leben von einer oder mehreren Fehlgeburten betroffen.
Bei Frauen mit Kinderwunsch wurden systematisch nach Absetzen von Verhütungsmaßnahmen hochempfindliche HCG-Bestimmungen im Urin vorgenommenen. So konnte sehr früh die Existenz einer Schwangerschaft nachgewiesen werden. In 22 % der klinisch nachgewiesenen Schwangerschaften trat eine Fehlgeburt auf. Weitere 43 von 221 Frauen hatten einen HCG-Anstieg im Urin ohne klinische Schwangerschaft. Bezieht man diese Fälle ein, so kommt man auf 31 % ungewollt terminierte Schwangerschaften. Die Frauen mit klinisch nicht erkannten Frühschwangerschaften wurden in 95 % der Fälle innerhalb der nächsten zwei Jahre schwanger.
Einer 2021 veröffentlichter Studie zufolge, treten weltweit schätzungsweise 23 Millionen Fehlgeburten pro Jahr auf. Das zusammengefasste Risiko einer Fehlgeburt beträgt 15,3 % (95 % CI 12,5–18,7 %) aller erkannten Schwangerschaften. Die Bevölkerungsprävalenz von Frauen mit einer Fehlgeburt beträgt 10,8 % (10,3–11,4 %), zwei Fehlgeburten 1,9 % (1,8–2,1 %) und drei oder mehr Fehlgeburten 0,7 % (0,5–0,8 %).

## Formen
Die anschließend aufgeführten Formen der Fehlgeburt unterscheiden sich in Stadium und Verlaufsform.

### Abortus imminens – drohender Abort
Der drohende Abort ist eine Arbeitsdiagnose aus einer Zeit, in der es weder quantitative HCG-Bestimmungen noch hochauflösende Ultraschallgeräte gab. Das Hauptsymptom ist eine manchmal auch überregelstarke Blutung aus der Gebärmutter. Der Gebärmutterhals ist dabei geschlossen, Wehen treten nicht auf. Früher war es nicht möglich, in einer solchen Situation zwischen einer Blutung in der Frühschwangerschaft und einem Abortgeschehen (mit abgestorbenem Embryo) zu unterscheiden, heute ist eine genauere Diagnose aber möglich: Lässt sich nachweisen, dass
1. das embryonale Herz schlägt (mittels Ultraschalluntersuchung) und/oder
2. die HCG-Konzentration im Blut innerhalb weniger Tage im normalen Rahmen steigt

kann die Diagnose einer Blutung in der Frühgravidität gestellt werden, selbst wenn unter Umständen ein begrenztes, retroplazentares Hämatom sichtbar gemacht werden kann: Dieses kann sich organisieren und ausheilen. Wenn neben der Blutung keine anderen pathologischen Befunde zu erheben sind, ist in ungefähr 95 Prozent mit einem erfolgreichen Schwangerschaftsausgang zu rechnen. Damit liegt die Rate an erfolgreich ausgetragenen Schwangerschaften ebenso hoch wie bei Schwangerschaften ohne eine solche frühe Blutung. Es gibt keine Therapiemöglichkeiten, sondern nur tradierte Empfehlungen, wie Bettruhe und körperliche Schonung für die Dauer der vaginalen Blutung. Ein Beweis für die Wirksamkeit dieser Maßnahmen konnte bisher nicht erbracht werden.
Lässt sich während einer Blutung allerdings kein embryonaler Herzschlag nachweisen und steigt die Konzentration des HCG im mütterlichen Blut nicht, kann die Diagnose Abortus incipiens gestellt werden.
Bei Wehentätigkeit sollen einer Schwangeren mit lebender Leibesfrucht ab der 22. SSW Tokolytika, d. h. wehenhemmende Medikamente, verabreicht werden. Eine Verschreibung von Gestagenen ist bei Corpus-luteum-Insuffizienz bis etwa zur 14. Schwangerschaftswoche indiziert, hat im Allgemeinen beim Abort seine Bedeutung aber verloren.

### Abortus incipiens – beginnender Abort
Dies ist das erste Stadium eines in Gang gekommenen Abortes. Bereits in diesem Stadium ist die Schwangerschaft irreversibel gestört und der Prozess nicht mehr aufzuhalten. Im Vergleich zum Abortus imminens sind die vaginale Blutung sowie die Schmerzen hier stärker und der Muttermund ist geöffnet. Bei der vaginalen Untersuchung ist teilweise Schwangerschaftsmaterial tastbar. Fetale Vitalzeichen sind teilweise noch vorhanden, teils fehlen sie bereits.

### Abortus incompletus – unvollständiger Abort
Ein Abortus incipiens geht in der Regel in einen Abortus completus oder incompletus über. Beim Abortus incompletus wurde ein Teil der Schwangerschaft, nicht selten der Embryo oder Fötus, bereits ausgestoßen, oft bleiben Plazentateile in der Gebärmutter zurück, welche zu persistierenden vaginalen Blutungen, aszendierenden, d. h. aufsteigenden, Infektionen oder gar zu einer malignen Entartung führen können. In der klinischen Untersuchung sind die ausgestoßenen Schwangerschaftsteile im Zervikalkanal resp. in der Scheide sichtbar. Diese Anteile sind unvollständig.
Diese Abortform zeigt sich vorwiegend bei den Spätaborten.
Beim Abortus incompletus ist zum Schutz vor den beschriebenen Komplikationen eine Kürettage indiziert. Es besteht in dieser Situation jedoch eine erhöhte Blutungs- und Perforationsgefahr. Nach vollständiger Kürettage hört die häufig überregelstarke, die Frau gefährdende Blutung aus der Gebärmutter normalerweise auf. Die physiologische Uteruskontraktion kann durch die Gabe des natürlichen, von der Hypophyse im Rahmen von Wehenentstehungen ausgeschütteten Hormons Oxytocin zusätzlich unterstützt werden.

### Abortus completus – vollständiger Abort
Hierbei handelt es sich um einen vollständigen und gleichzeitigen Abgang der gesamten Frucht, was den Embryo oder Fetus, die Eihäute und die Plazenta mit einschließt. Meist handelt es sich hierbei um einen Frühabort. Ein kompletter Abort nach der 16. SSW ist selten.
Bei dieser Form der Fehlgeburt kann von einer Kürettage abgesehen werden, wenn die Blutung spontan nachlässt, der Uterus sich unverzüglich zurückbildet und das Abortmaterial komplett ist. Bei Unsicherheit sollte aus den oben genannten Gründen eine Kürettage durchgeführt werden. Es ist dabei allerdings absolut notwendig, dass im Vorfeld die zu einem Abortus completus geführte Schwangerschaft sicher in der Gebärmutter nachgewiesen wurde, eine Eileiterschwangerschaft muss sicher ausgeschlossen werden.

### Missed Abortion – verhaltener Abort
Die Fruchtanlage ist hierbei abgestorben, wird aber nicht aus der Gebärmutter ausgestoßen. Es gibt außer fehlenden Vitalitätszeichen, was fetale Herzaktionen und Kindsbewegungen beinhaltet, keine äußeren Anhaltspunkte wie eine Blutung oder Gewebsabgang. Der Zervikalkanal ist geschlossen. Auffällig ist die Wachstumsretardierung der Gebärmutter in der Routineschwangerschaftskontrolle oder ein Ausbleiben der Kindsbewegung. Ebenfalls minimieren sich die subjektiven Schwangerschaftszeichen wie Übelkeit oder Brustspannen. Sonographisch erfolgt die endgültige Diagnose des im Uterus nachweisbaren Embryos mit fehlenden Vitalitätszeichen.
Bis zur 12. SSW erfolgt als Therapie eine Saugkürettage der Gebärmutter. Präoperativ werden hierzu bei Frauen, die noch keine Kinder geboren haben, Prostaglandine zur Erweiterung und Erweichung der Zervix verabreicht, um nicht eine spätere Schwangerschaft durch eine Verletzung der Zervix mit einer Zervixinsuffizienz zu gefährden. Bei Überschreiten der 12. SSW wird mittels Oxytocin- oder Prostaglandininfusionen eine Geburt eingeleitet, welcher abschließend eine Kürettage folgt.
Als seltene Komplikation der missed Abortion gilt das Dead-Fetus-Syndrom. Hierbei verblieb der abgestorbene Fetus mehrere Wochen nach der 12. SSW in der Gebärmutter, wobei es zur Einschwemmung von thromboplastischem Material in den mütterlichen Blutkreislauf kommen kann, mit der Folge einer lebensbedrohlichen disseminierten intravasalen Gerinnung.
Sehr selten kommt es zu einem Lithopädion, Steinkind, bei dem ein abgestorbener Fötus durch Aufnahme von Kalk eingekapselt und mumifiziert wird und teilweise Jahrzehnte im Leib der Mutter verbleiben kann.

#### Abortus cervicalis
Es handelt sich um eine äußerst seltene Form der missed Abortion, bei der es aufgrund eines vernarbten Muttermundes nicht zu einem Abgang der abgestorbenen Leibesfrucht kommen kann.

### Abortus febrilis – fieberhafter Abort bzw. septischer Abort
Dieser Begriff bezeichnet eine fiebrige Fehlgeburt. Bei der unkomplizierten Verlaufsform besteht lediglich eine lokale Infektion der Gebärmutterschleimhaut (Endometritis). Die komplizierte Form beinhaltet eine Entzündung der Gebärmutter und der Adnexen. Die schwerwiegendste Form, der septische Abort, geht mit einer massiven Bakterienbelastung des Blutes, Entzündungen der Beckenorgane und einer Bauchfellentzündung einher und kann als septisch-toxischer Schock (Sanarelli-Shwartzman-Reaktion) letal enden.

### Abortivfrucht
Dies ist eine Fehlentwicklung eines befruchteten Eis, bei der die Embryonalanlage verkümmert ist oder ganz fehlt. Die Abortivfrucht (auch Windei genannt) geht in den ersten Schwangerschaftswochen zugrunde. Bei 50–90 % der Spontanfehlgeburten im 2. Schwangerschaftsmonat handelt es sich um ein Abortivei. Als Ätiologie werden neben genetischen Defekten auch äußere Faktoren wie Intoxikation und Sauerstoffmangel erwogen. Die Gebärmutter wächst nicht. Subjektive Schwangerschaftssymptome sind nur schwach ausgeprägt, teils bestehen Schmierblutungen. Die Diagnose wird nach einer Ultraschalluntersuchung gestellt. Die Schwangerschaftsanlage misst meist weniger als 3 cm. In der von Chorionzotten umgebenen leeren Fruchtblase befindet sich kein Embryo (obwohl sich seit 1995 mit modernen Ultraschallgeräten auch manchmal kleine Embryoblasten sichtbar machen lassen; möglicherweise handelt es sich dann um frühe Formen des verhaltenen Abortes). Als Therapie kommt eine Kürettage in Betracht, es kann aber auch der natürliche Abort abgewartet werden.

### Abortus habitualis – habitueller Abort
Ab drei Aborten (in Serie) vor der 20. SSW spricht man von einem „habituellen Abort“ oder einer „wiederholten Fehlgeburt“. Betroffen sind rund ein Prozent aller Paare mit Kinderwunsch, wobei sich in 40 Prozent der Fälle keine Ursache finden lässt.
Da hierbei der embryonale oder fetale Karyotyp häufiger unauffällig ist, wird als mögliche Erklärung wiederholter Fehlgeburten eine gestörte Interaktion von mütterlichem und kindlichem Gewebe angenommen.

## Ursachen
Allgemein können auslösende Faktoren in Problemen der Entwicklung der Leibesfrucht liegen (fetoplazentare Gründe) oder in akuten und chronischen Erkrankungen, körperbaulichen Anomalien, seelischem Leid oder äußeren physikalischen Einwirkungen gesehen werden (maternale und andere Gründe). Bei der Ursachensuche lassen sich manchmal eindeutige Gründe erkennen, manchmal bleibt der tatsächliche Grund aber verborgen.
Beispiele für die Komplexität der maternalen und fetoplazentaren Wechselwirkungen sind die hormonelle Regulation der Schwangerschaft und die nicht immer genügende Toleranz gegenüber den neuen Antigenen der Frucht durch das Immunsystem ihres Wirtsorganismus. Nicht wenige Schwangerschaften scheitern daran, bevor sie bemerkt werden.

### Fetoplazentare Gründe
Als Fetoplazentare Einheit werden in Gynäkologie, Geburtshilfe und Entwicklungsbiologie Leibesfrucht und Mutterkuchen bezeichnet und vom damit schwangeren Organismus unterschieden.
Einen wichtigen Hintergrund bilden hier schwerwiegende Probleme der frühen Entwicklung oder nicht entwicklungsfähige Fehlbildungen.
Ein Großteil der frühen Entwicklungshindernisse hat seinen Ursprung im Genom zumindest einer Keimzelle.
Chromosomale Aberrationen verursachen schätzungsweise 50–70 % aller Spontanaborte. Solche Veränderungen des Erbguts können bei allen Zellteilungen vorkommen. Relevant sind hier bei der Reifeteilung entstehender Keimzellen auftretende Veränderungen; mitunter auch noch solche, die sich während der Furchungsteilungen der aus beiden Keimzellen hervorgegangenen Zygote ereignen. (Dies ist ein essentielles Prinzip des Lebens; ontogenetisch erfolgreiche Veränderungen gelten als Basis der Phylogenese.) Als verderblich können sich im Besonderen größere Chromosomenmutationen und numerische Aberrationen erweisen. Mutagene Einflüsse wie ionisierende Strahlen können eine Rolle spielen. Auch wenn mehr als eine Samenzelle in die Eizelle aufgenommen wird, kommt es dadurch zu numerischen Aberrationen.
Manchmal wirken auch Veränderungen ungünstig, welche bereits bei einem oder beiden Elternteilen vorhanden waren. Im Sinne einer rezessiven Veränderung müssen sie auf beiden Seiten vorhanden sein und zusammentreffen. Balancierte Translokationen auf einer Seite können nach der Vereinigung der beiden haploiden Chromosomensätze im Erbgut der Frucht zu Ungleichgewichten führen. Humangenetische Untersuchungen hierzu werden von andrologischer und von gynäkologischer Seite angeboten.
Mit der Einnistung (Nidation) der Blastozyste in der Gebärmutterwand entsteht ein direkter Kontakt zwischen Geweben. Der Trophoblast stellt die Verbindung zum Endometrium her, soll den entstehenden Embryo ernähren und sich zur Plazenta entwickeln. Funktionelle Störungen können vielfältig sein. Hormonelle Wechselwirkungen müssen funktionieren; auch das maternale Immunsystem wird jetzt wichtig. Der Trophoblast kann noch vor der Ausbildung von Blutgefäßen atrophisch werden oder die Gefäße mangelhaft ausbilden. Auch Hypertrophie kann zum Fruchttod führen und Wochen nach deren Abgang als Blasenmole erkannt werden. Wenn die Einnistung an ungünstiger Stelle erfolgte, kann es später im Zusammenhang mit einer Placenta praevia zum Abort kommen.
Fatale Embryopathien oder Fetopathien können auch durch teratogene Einflüsse während der Schwangerschaft ausgelöst werden. Neben ionisierenden Strahlen und giftigen Chemikalien, diversen Medikamenten und Genussgiften wie Alkohol und Substanzen aus Tabakrauch sind Infektionen und Impfungen während der Schwangerschaft zu beachten. Ein Beispiel für eine virale Infektionskrankheit der Frucht ist die Rötelnembryofetopathie. Auch durch Bakterien verursachte spezifische Probleme kommen vor; ein klassisches Beispiel ist die Syphilis. Aus dem (biologisch-systematisch obsoleten) Reich der Protozoen stammt der Erreger der Toxoplasmose.

### Maternale, paternale und andere Gründe
Rauchen und Übergewicht sind die wichtigsten vermeidbaren Risikofaktoren. Vitamin-D-Mangel könnte ein weiterer sein: in einer 2023 publizierten schwedisch-finnischen Bevölkerungsstudie korrelierten Verbesserungen der nationalen Vitamin-D-Versorgung mit um 15 % verringertem Fehlgeburtsrisiko. Allerdings ist dafür noch kein Wirkungsmechanismus bekannt.
Anatomisch können uterine (primär in der Gebärmutter gelegene) und extrauterine Auslöser unterschieden werden.
Zu den uterinen zählen unter anderen Fehlbildungen (Doppelbildung), Tumoren (vor allem Myome, liegen in der Muskelwand), Entzündungen (Endometritis der Gebärmutterschleimhaut), intrauterine Verklebungen oder Verwachsungen (Synechien) und Schwäche des Gebärmutterhalses (Zervixinsuffizienz inkl. sog. Bindegewebsschwäche).
Hintergründe sind vielfältig, verschieden und ihrerseits aus praktischen Gründen funktionell einteilbar. Sie können beispielsweise bereits vor der Geburt der Frau vorliegen, hormonell, infektiös, durch Verletzungen oder andere Schadwirkungen bedingt sein.
Hypermotilität der Gebärmutter ist definitionsgemäß eine funktionelle Störung dieses Organs, zur Fehlgeburt führende Wehentätigkeit ein Effekt (während der Frühschwangerschaft oft unterhalb der Empfindungsschwelle). Fieber kann dabei ein auslösender Faktor sein (prinzipiell ähnliche Wirkungen werden für die wärmeerzeugende Bestrahlung mit Kurzwellen diskutiert). Zentralnervöse Faktoren können vegetativ oder endokrin (Hormon Oxytocin) vermittelt werden. Hier sind vielfältige bio-psycho-sozio-kulturelle Zusammenhänge zu betonen; ein Stichwort ist Stress. (Allgemein nachvollziehbare Hintergründe könnten Krieg, Flucht oder Trennung sein; Beispiele für medizinische Erklärungsansätze sind Vegetative Dystonie, Somatoforme Störung und Konversion.)
Extrauterin gelegene innere Geschlechtsorgane sind die Eierstöcke. Nach einem Eisprung bildet sich dort ein Gelbkörper, dessen andauernde hormonproduzierende Aktivität wesentlich für den Unterhalt der frühen Schwangerschaft ist. Insuffizienz des Gelbkörpers bedingt eine endokrine Störung, kann aber zugleich auch Folge einer endokrinen Insuffizienz der Fetoplazentaren Einheit sein. Fruchtabgang erfolgt in der Regel mit der Abstoßung der Gebärmutterschleimhaut.
Auch Allgemeinerkrankungen und Krankheiten anderer Organe können zu Fehlgeburten führen. Beispiele wären systemische endokrine Störungen (Diabetes mellitus, Schilddrüsenfehlfunktion), akute und chronische virale, bakterielle und parasitäre Infektionskrankheiten (infektiöse oder toxische Fruchtschädigung inkl. teratogenen Effekten von Impfungen hat ihre Auswirkungen im fetoplazentaren Bereich), Elektrolytstörungen (etwa als Folge von Nierenkrankheiten), Anämien (beispielsweise Vitamin-B12-Mangel, Perniziöse Anämie) oder Epilepsien. Auch sog. konsumierende Erkrankungen (schwere Formen von Krebserkrankungen, AIDS-assoziierten Erkrankungen, autoimmunen Erkrankungen, Tuberkulose etc.) und Mangelerkrankungen können hier zugeordnet werden.
Riss der Fruchtblase wie Einsatz von Wehen kann auch durch körperliche Belastung ausgelöst werden (u. U. gewisse Sportarten), primär Wehen auch durch Medikamente und andere Drogen.
Nicht fetoplazentaren Faktoren zuzuordnen sind auch Folgen mechanischer Einwirkungen von außen, die zu einem Abbruch der Schwangerschaft führen. Unbeabsichtigt künstlich hervorgerufene iatrogene Aborte können beispielsweise im Rahmen der Pränataldiagnostik mittels Amniozentese, Chorionzottenbiopsie oder Nabelschnurpunktion auftreten. Traumatische Folgen können auch durch Unfälle oder kriminelle Körperverletzungsdelikte entstehen.
2005 veröffentlichte Studien deuten auf einen Zusammenhang zwischen dem Alter des Mannes und der Wahrscheinlichkeit einer Fehlgeburt. Das Risiko einer Fehlgeburt in einer großangelegten Studie war durchschnittlich 16,7 % bei Männern zwischen 30 und 34 Jahren. Diese Rate stieg auf 19,5 % bei Männern zwischen 35 und 39 und auf 33 % bei Männern, die 40 oder älter waren. Auch die Wahrscheinlichkeit eines Kindes zum Beispiel mit Down-Syndrom steigt mit zunehmendem Alter des Mannes an. Die Schwangerschaftsraten nahmen – unabhängig vom Alter der Partnerinnen – mit zunehmendem Alter des Mannes ab. Eine 2021 veröffentlichter Studie zufolge, ist das Risiko einer Fehlgeburt bei Frauen im Alter von 20 bis 29 Jahren mit 12 % am niedrigsten und steigt bei Frauen ab 45 Jahren auf 65 %.

## Klinik
Das Hauptmerkmal einer Fehlgeburt ist eine vaginale Blutung, welche je nach Form des Abortes unterschiedlich stark ist. Teilweise verspürt die Patientin zudem wehenartige Schmerzen im Unterbauch oder Kreuzschmerzen. In der Frühschwangerschaft ist oft die Blutung, in Spätschwangerschaften sind oft Wehen oder Abgang von Fruchtwasser erste Zeichen eines Abortes.
Wie der Name bereits andeutet, fehlen diese Zeichen bei der missed Abortion. Ihre Klinik besteht in einem Stillstand des Uteruswachstums und Fehlen kindlicher Vitalzeichen wie die für die Mutter wahrnehmbaren Kindsbewegungen.
Beim Abortus febrilis gesellen sich Fieber und eitriger Ausfluss zur Klinik hinzu.

## Diagnostik
In der gynäkologischen Untersuchung finden sich je nach Stadium und Verlauf des Abortgeschehens verschiedene Befunde. Beim Abortus imminens (drohende Fehlgeburt) und bei der missed Abortion ist der Zervikalkanal verschlossen. Bei anderen Formen ist er geöffnet. Teils kann neben Blut im Zervikalkanal auch Abortmaterial gefunden werden. Teils weist der Uterus einen erhöhten Kontraktionstonus auf. Beim Abortus febrilis ist der Uterus zudem druckdolent.
Als wichtigste Untersuchung zur Einteilung des Aborts gilt der Ultraschall. Mit ihm kann zudem der Nachweis kindlicher Vitalitätszeichen erfolgen, wie die kindliche Herzaktion ab der 6. bis 7. SSW. Ebenfalls ist mit dem Ultraschall eine Verlaufskontrolle möglich. Beim Abortus imminens ist der Embryo oder Fetus noch vital. Es kann eventuell ein retroplazentares Hämatom in der Sonographie dargestellt werden. Durch entsprechende therapeutische Maßnahmen kann die Schwangerschaft unter Umständen erhalten werden.
Ist eine eindeutige Beurteilung der Situation mittels der Sonographie nicht möglich, kann eine serielle Messung des Schwangerschaftshormons hCG zur Verlaufskontrolle verwendet werden.

## Differentialdiagnose
Es müssen alle Erkrankungen, welche sich mit einer vaginalen Blutung in der Schwangerschaft präsentieren können, in Betracht gezogen werden.
- Nidationsblutung
- Blasenmole
- Extrauteringravidität
- Varizenblutung
- Polypenblutung
- Ektopieblutung
- Zervixkarzinom
- mechanische Verletzungen
- vorzeitige Plazentalösung
- Placenta praevia

## Therapie
Die Therapie richtet sich nach der Form und dem Stadium des Abortes und der Möglichkeit einer Schwangerschaftserhaltung. Eine ärztliche Beratung ist auf jeden Fall empfehlenswert. Eine medizinische Therapie bei einer frühzeitig abgestorbener Leibesfrucht ist die Kürettage (Ausschabung), insbesondere verbliebener Plazentareste. In fortgeschritteneren Schwangerschaftsstadien (ab der etwa 12. Woche) muss die Leibesfrucht in der Regel auf dem natürlichen Weg geboren werden. In jedem Fall ist eine Geburt möglich, ihre Begleitung durch eine Hebamme oder Krankenschwester bei einer kleinen Geburt ist der Idealfall. Eine natürliche Geburt in früheren Schwangerschaftswochen („kleine Geburt“ oder „abwartendes Verhalten“) ist schmerzhafter, aber im Empfinden für viele Frauen seelisch heilender als die Ausschabung. Beide Möglichkeiten bringen unterschiedliche, gleich niedrige Risiken mit sich.

## Komplikationen
Komplikationen können durch die Fehlgeburt selbst oder durch ärztliche Eingriffe entstehen. Unbehandelte Fehlgeburten sind oft mit erheblichem Blutverlust und nachfolgender Anämie verbunden. Auch Thrombosen und Lungenembolien können auftreten. Die wichtigste Komplikation ist aber die Infektion. Die bakterielle Besiedelung erfasst zunächst das Endometrium und greift dann auf Eileiter und Parakolpium über. Daraus kann sich ein Tuboovarialabszess entwickeln, der weitere Schwangerschaften verhindert. Während eine prophylaktische Antibiotikagabe bei Schwangerschaftsunterbrechungen die Rate an Infektionen reduzieren konnte, konnte in der AIMS-Studie durch eine präoperative Gabe von 400 mg Doxycyclin und 400 mg Metronidazol vor Ausräumung einer Fehlgeburt keine signifikante Verminderung der Infektionsrate erzielt werden. Pelvine Infektionen traten mit Antibiotika in 4,1 %, ohne Antibiotika in 5,3 % der Fehlgeburten auf.

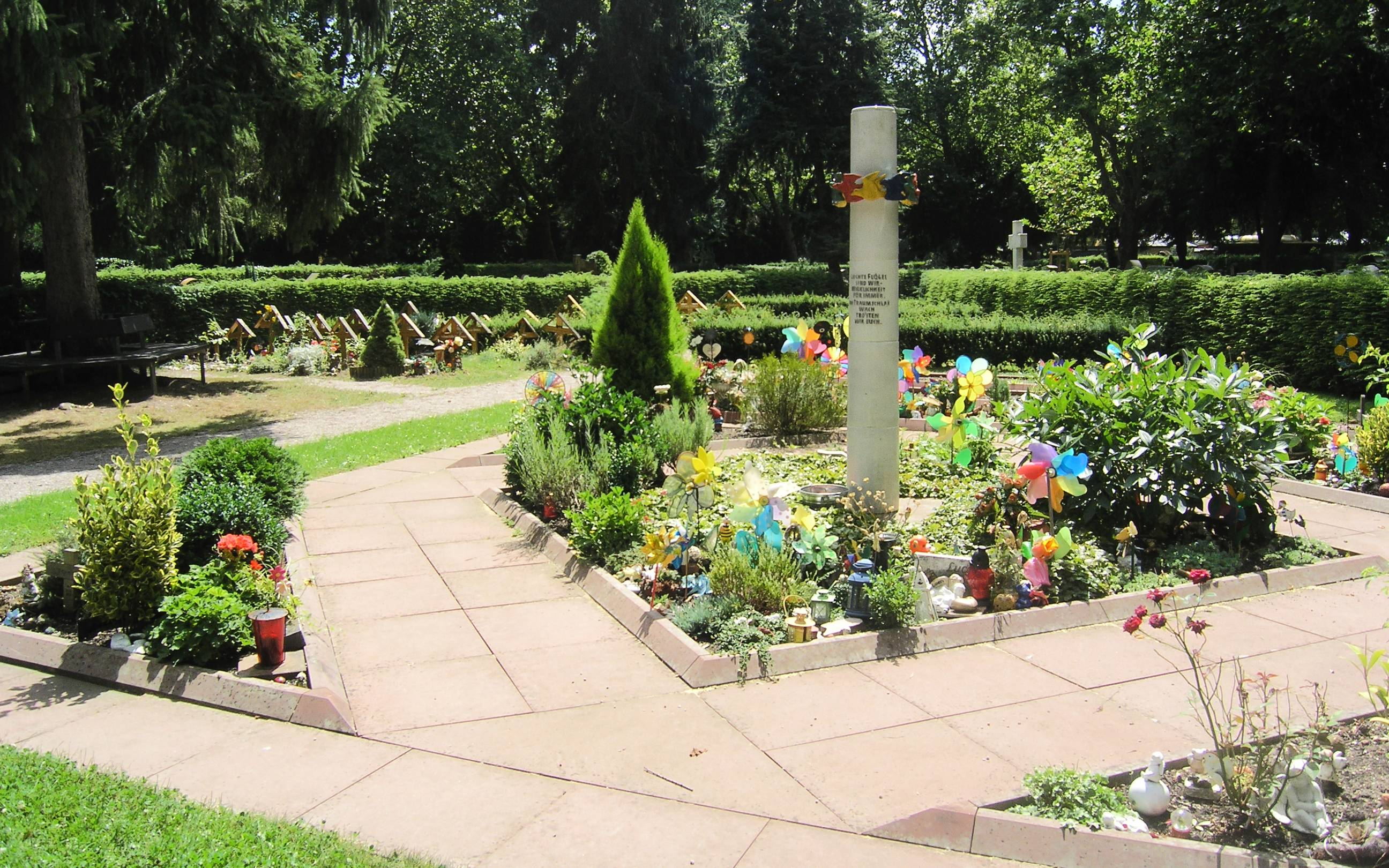
Gemeinschaftsgrab für Fehlgeborene auf dem Hauptfriedhof Karlsruhe

Aufgrund der in aller Regel psychisch belastenden Situation hilft es vielen Frauen (Paaren) bei der Bewältigung einer Fehlgeburt, sich therapeutische Unterstützung oder Unterstützung durch den Kontakt mit anderen betroffenen Frauen zu holen (Selbsthilfegruppe). Wird eine solche Beratung, ein psychologisches Gespräch oder ein Gespräch mit anderen Betroffenen, möglichst gemeinsam mit dem Partner, vor einer etwaigen Kürettage oder kleinen Geburt in Anspruch genommen, kann dies die anschließende Trauerarbeit wesentlich erleichtern und traumatische Erlebnisse verhindern oder mindern.
Erleidet eine Frau ungewollt mehrere Fehlgeburten, kann eine humangenetische Beratung hilfreich sein, um die Ursache herauszufinden und die möglichen Ursachen einzugrenzen. Hier sollte es sowohl um die Untersuchung der Eltern, als auch (wenn möglich) um die Untersuchung des toten Kindes gehen.

## Rechtslage

### Österreich
Fehlgeburten müssen grundsätzlich nicht gemeldet werden. Seit 1. April 2017 besteht jedoch die Möglichkeit, auf Antrag der Mutter (oder des Vaters mit Einverständnis der Mutter) das frühverstorbene Kind ins Personenstandsregister eintragen zu lassen.
Die Eintragung ist:
- freiwillig möglich.
- zeitlich unbegrenzt rückwirkend möglich (egal wie lange die Fehlgeburt zurückliegt).
- mit einer ärztlichen Bestätigung (z. B. Arztbrief) möglich.
- der Mutter oder dem Vater (mit dem Einverständnis der Mutter) möglich.
- in jedem Standesamt oder Standesamtverband der Gemeinde bzw. des Magistrats möglich.

Die Beurkundung ist in den ersten zwei Jahren nach der Fehlgeburt kostenfrei und stellt keine Personenstandsurkunde im ursprünglichen Sinne dar. Daher hat sie keine Rechtswirkung auf weitere Gesetze, wie zum Beispiel das Leichen- und Bestattungsgesetz.
Nach einer Fehlgeburt besteht kein Anspruch auf Mutterschutz. Es besteht jedoch die Möglichkeit eines Krankenstandes. Es besteht ein 4-wöchiger Kündigungs- und Entlassungsschutz.

### Deutschland
Seit Mai 2013 ist es möglich, Fehlgeburten ins Personenstandsregister eintragen zu lassen. 
Seit Juni 2025 gilt ein gestaffelter Mutterschutz nach Fehlgeburten.

## Bestattung

### Österreich
Jedes Bundesland hat ein eigenes Bestattungsgesetz. In allen Bundesländern besteht für Eltern von Kindern unter 500 Gramm Geburtsgewicht ein Bestattungsrecht. In den Bundesländern Oberösterreich, Niederösterreich, Salzburg, Steiermark, Wien und Vorarlberg sieht das Gesetz eine Bestattungspflicht vor. In den Bundesländern Kärnten, Tirol und Burgenland gibt es keine gesetzlich vorgeschriebene Bestattungspflicht.

### Deutschland
Jedes Bundesland hat eigenes Bestattungsgesetz. So schreibt z. B. Artikel 6 des bayerischen Gesetzes seit 2006 vor, dass Fehlgeburten, die nicht bestattet werden, auf einem Grabfeld zur Ruhe gebettet werden.

## Hilfsangebote
Neben der staatlichen psychischen Notfallversorgung und den psychosozialen Hilfsangeboten hat sich eine breite, meist ehrenamtliche Unterstützung etabliert. Diese reicht von Online-Selbsthilfegruppen in sozialen Netzwerken, einem Onlineforum über Vereine, die Einschlagdeckchen und Kleidung in diesen sehr kleinen Größen fertigen, handgefertigte Einzelstücke oder Fotografien als Erinnerung, Särge in entsprechender Größe bis hin zu Organisationen, die sich für Grabstellen für Sternenkinder jedes Alters einsetzen und diese pflegen. Insbesondere die Fotografie von Sternenkindern hat an Bedeutung gewonnen und wird mit Hilfe der Krankenhäuser und Hebammen gefördert und ermöglicht. Auch ist eine Hebammenbetreuung in Anspruch nehmbar.

## Öffentliche Wahrnehmung
Obwohl das Thema in der öffentlichen Wahrnehmung nach wie vor eine untergeordnete Rolle spielt, legen Studien mittlerweile nahe, dass das Verhältnis von Fehlgeburten zu Lebendgeburten etwa Eins zu Eins sein könnte. Für Dänemark liegen Statistiken vor, nach denen jede Frau dort im Schnitt 1,7 Kinder hat, jedoch im Laufe ihres Lebens auch 2,1 Fehlgeburten erlebt.

### Königshäuser
Da insbesondere Adelsfamilien, Fürsten und Königshäuser lebensfähige Nachkommen für die Vererbung des jeweiligen Titels benötigten, wurden Schwangerschaften dort bereits früher genauer dokumentiert als bei der übrigen Bevölkerung. Die Stammbäume einiger Familien verzeichnen dabei neben Totgeburten auch Fehlgeburten. Einige Königinnen von England haben in dieser Hinsicht viel Leid erlebt, wie z. B. Maria Beatrice d’Este (1658–1718), von deren Nachkommen nur zwei das Erwachsenenalter erreichten, oder Königin Anne (1665–1714), die letzte Königin aus dem Hause Stuart, die mit (mindestens) 18 Kindern schwanger war. Von ihren Nachkommen erreichte kein einziges das Erwachsenenalter und nur ihr Sohn William wurde älter als zwei Jahre, während zwölf der Kinder entweder im Mutterleib oder am Tag ihrer Geburt starben.
Im 20. Jahrhundert bemühte man sich, unter anderem bei der Britischen Königsfamilie, um Verschwiegenheit. So wurde erst nach ihrem Tod bekannt, dass Queen Mum im Oktober 1929 mit einem Jungen schwanger gewesen war. Durch einen Zwischenfall mit einem Tiefflieger erlitt sie im vierten Monat eine Fehlgeburt. Wäre das Kind geboren worden, wäre ihre damals drei Jahre alte Tochter Elisabeth später nicht Königin von England geworden.
Im Laufe der Zeit hat sich der Umgang mit dem Thema Fehlgeburt geändert, dennoch schweigen berühmte Betroffene mitunter über Jahrzehnte, bevor sie das Thema von sich aus anschneiden. So sprach beispielsweise Königin Sonja von Norwegen, die 1970 ihr erstes Kind verlor, erst in ihren 2012 erschienenen Memoiren darüber.

### Berühmte Betroffene, früher und heute
Die mexikanische Künstlerin Frida Kahlo zählte zu den ersten berühmten Frauen, die ihre Erfahrung mit dem Verlust eines Kindes (1932) in der Schwangerschaft nicht nur öffentlich machte, sondern ihre Erfahrung auch bildlich in ihrer Kunst darstellte (u. a. auf ihrem Werk Henry Ford Hospital).
Marilyn Monroe, die zwischen 1956 und 1960 mehrere Fehlgeburten erlitt, gab sich selbst die Schuld für die letzte Fehlgeburt, da sie regelmäßig Tabletten und Alkohol konsumierte.
Zeitgleich hatte es auch das amerikanische Präsidentenpaar nicht leicht mit dem Thema Familienplanung. Die damalige First Lady Jackie Kennedy war insgesamt fünf Mal von John F. Kennedy schwanger. Ihre erste Schwangerschaft endete 1955 als Fehlgeburt, im Jahr darauf wurde ihre erste Tochter Arabella tot geboren. Caroline kam 1957 gesund zur Welt. Ihr Bruder John kam 1960 drei Wochen zu früh auf die Welt und musste umgehend beatmet werden. Als letztes Kind wurde Patrick 1963 per Kaiserschnitt geboren und verstarb nach knapp zwei Tagen, da er mehr als fünf Wochen zu früh geboren wurde.
Michelle Obama berichtete 2018 in ihren Memoiren über ihre damals 20 Jahre zurück liegende Fehlgeburt. Sie hätte damals nicht gewusst, wie normal Fehlgeburten seien, weil man nicht darüber redete, und hätte sich daher als Versagerin gefühlt.
Zu den Prominenten, die Fehlgeburten öffentlich gemacht haben, zählen unter anderem Whitney Houston, Oprah Winfrey, Celine Dion, Mariah Carey, Pink, Lily Allen, Jane Seymour, Beyoncé, Gwyneth Paltrow und Kirstie Alley. Einige Stars machten sogar den Verlust mehrerer Kinder öffentlich wie Nicole Kidman, Sharon Stone oder Lisa Marie Presley.
Mittlerweile gehen viele der Betroffenen offener mit ihrem Verlust um, wobei es einigen nicht mehr darum geht, ein gewisses Bild für die Öffentlichkeit zu erhalten. Als Chrissy Teigen und John Legend ihr drittes Kind in der 20. Schwangerschaftswoche verloren, postete sie Bilder von sich aus dem Krankenhaus auf Instagram. Außerdem fasste sie ihre Wahrnehmung des Geschehenen, wie folgt in Worte:

„Eines Nachts wurde mir gesagt, am Morgen müsse ich loslassen. Erst weinte ich ein bisschen und dann wurden daraus richtige Rotz- und Tränenkrämpfe. Mein Atem konnte meine unglaublich tiefe Traurigkeit nicht einholen. Auch, wenn ich dies jetzt schreibe, fühle ich wieder überall diesen Schmerz. Sauerstoff wurde mir über meine Nase und meinen Mund verabreicht. Das war das erste Bild, was ihr saht. Völlige und vollkommene Traurigkeit.“

Doch nicht nur die Frauen beginnen sich zu dem Thema Fehlgeburt zu äußern, als Britney Spears 2022 ihr ungeborenes Kind verlor, sprach auch ihr Verlobter, Sam Asghari, in einem Interview mit dem Männermagazin GQ darüber. Das sei etwas, was vielen Menschen passiert, so Asghari, der im Mai 2022, gemeinsam mit Britney Spears, den Verlust ihres Wunschkindes auf Instagram öffentlich gemacht hatte.

### Verurteilungen wegen Abtreibung oder schweren Mordes in El Salvador
In El Salvador gilt seit 1998 ein absolutes Abtreibungsverbot. Frauen geraten unter Umständen nach einer Fehlgeburt oder Totgeburt unter den Verdacht einer Abtreibung. Dauerte die Schwangerschaft länger als 22 Wochen, gilt die Tötung eines ungeborenen Kindes als Mord, auf den eine Höchststrafe von 50 Jahren steht. Einige auf dieser Basis verurteilte Frauen kamen mit Hilfe zivilgesellschaftlicher und internationaler Unterstützung aus dem Gefängnis frei. Im Januar 2018 forderte die Interamerikanische Menschenrechtskommission (IACHR) El Salvador auf, Urteile gegen 27 Frauen zu überprüfen. Seitdem sind weitere Frauen, teils nach vielen Jahren Gefängnis, freigesprochen bzw. vorzeitig aus dem Gefängnis entlassen worden. Im Jahr 2018 wurde der Per-Anger-Preis der schwedischen Regierung an Teodora del Carmen Vásquez verliehen, die im selben Jahr aus der Haft entlassen worden war und sich für die Freilassung weiterer Frauen engagiert.

## Tiermedizin
In der Tiermedizin wird die Fehlgeburt als „Verwerfen“ (mundartlich auch „Vertragen“) bezeichnet. Für einzelne Tierarten gibt es spezielle Begriffe: Verkalben (Rind), Verfohlen (Pferd), Verferkeln (Schwein) und Verlammen (Schaf und Ziege).